# Robert Wild
Pour les articles homonymes, voir Wild.
Robert Wild (1881-1977) était un ingénieur aéronautique suisse, pionnier de l'aviation dans son pays. Il a construit les premiers avions des forces aériennes suisses.